# Consorti dei sovrani di Holstein-Sonderburg
Le duchesse di Holstein-Sønderborg erano le consorti dei sovrani di Schleswig-Holstein-Sonderburg. Solo un ramo, la casa di Schleswig-Holstein-Sonderborg-Glücksburg, sopravvive ancora oggi, che detengono il titolo maggiore di duchessa consorte di Schleswig e Holstein.

## Duchessa consorte di Schleswig-Holstein-Sonderburg (1544-1668)
| Immagine | Nome                                    | Padre                                           | Nascita        | Matrimonio       | Diventò consorte | Cessò di essere consorte | Morte            | Consorte           |
| -------- | --------------------------------------- | ----------------------------------------------- | -------------- | ---------------- | ---------------- | ------------------------ | ---------------- | ------------------ |
|          | Elisabetta di Brunswick-Grubenhagen     | Ernesto IV di Brunswick-Grubenhagen             | 20 marzo 1550  | 19 agosto 1568   | 19 agosto 1568   | 11 febbraio 1586         | 11 febbraio 1586 | Giovanni           |
|          | Agnese Edvige di Anhalt                 | Gioacchino Ernesto, duca di Anhalt              | 12 marzo 1573  | 14 febbraio 1588 | 14 febbraio 1588 | 3 novembre 1616          | 3 novembre 1616  | Giovanni           |
|          | Dorotea di Schwarzburg-Sondershausen    | Giovanni Günther I di Schwarzburg-Sondershausen | 23 agosto 1579 | 26 novembre 1604 | 9 ottobre 1622   | 13 maggio 1627           | 25 luglio 1639   | Alessandro         |
|          | Anna di Oldenburg-Delmenhorst           | Antonio II di Delmenhorst                       | 28 marzo 1605  | 4 novembre 1634  | 4 novembre 1634  | 28 giugno 1653           | 12 dicembre 1688 | Giovanni Cristiano |
|          | Eleonora Carlotta di Sassonia-Lauenburg | Francesco Enrico di Sassonia-Lauenburg          | 8 agosto 1646  | 1º novembre 1676 | 1º novembre 1676 | 1688                     | 9 febbraio 1709  | Cristiano Adolfo   |

### Duchessa consorte di Schleswig-Holstein-Sonderburg-Franzhagen, 1688–1708
| Immagine | Nome                                    | Padre                                             | Nascita          | Matrimonio       | Diventò consorte                 | Cessò di essere consorte         | Morte            | Consorte           |
| -------- | --------------------------------------- | ------------------------------------------------- | ---------------- | ---------------- | -------------------------------- | -------------------------------- | ---------------- | ------------------ |
|          | Anna di Oldenburg-Delmenhorst           | Antonio II di Delmenhorst (Oldenburg-Delmenhorst) | 28 marzo 1605    | 4 novembre 1634  | 4 novembre 1634                  | 28 giugno 1653 morte del marito  | 12 dicembre 1688 | Giovanni Cristiano |
|          | Eleonora Carlotta di Sassonia-Lauenburg | Francesco Enrico di Sassonia-Lauenburg (Ascania)  | 8 agosto 1646    | 1º novembre 1676 | 1688 creazione di Franzhagen     | 11 gennaio 1702 morte del marito | 9 febbraio 1709  | Cristiano Adolfo   |
|          | Barbara Dorotea di Winterfeld           | Bartoldi Ditrici di Winterfeld (Tüzen)            | 4 settembre 1670 | 1705             | 13 luglio 1707 ascesa del marito | 11 ottobre 1708 morte del marito | 27 aprile 1739   | Luigi Carlo        |

### Duchessa consorte di Schleswig-Holstein-Sonderburg-Augustenburg (1647-1931)
| Immagine | Nome                                                              | Padre                                                       | Nascita           | Matrimonio        | Diventò consorte  | Cessò di essere consorte | Morte            | Consorte                         |
| -------- | ----------------------------------------------------------------- | ----------------------------------------------------------- | ----------------- | ----------------- | ----------------- | ------------------------ | ---------------- | -------------------------------- |
|          | Augusta di Schleswig-Holstein-Sonderburg-Glücksburg               | Filippo di Schleswig-Holstein-Sonderburg-Glücksburg         | 27 giugno 1633    | 15 giugno 1651    | 15 giugno 1651    | 18 gennaio 1689          | 26 maggio 1701   | Ernesto Gunther                  |
|          | Maria Teresa di Velbrück                                          | Corrado di Velbrück                                         | -                 | 1695              | 1695              | 1712                     | 1712             | Ernesto Augusto                  |
|          | Federica Luisa di Danneskiold-Samsøe                              | Christian Gyldenlove                                        | 2 ottobre 1699    | 21 luglio 1720    | 11 maggio 1731    | 2 dicembre 1744          | 2 dicembre 1744  | Cristiano Augusto I              |
|          | Carlotta Amalia Guglielmina di Schleswig-Holstein-Sonderburg-Plön | Federico Carlo di Schleswig-Holstein-Sonderburg-Plön        | 23 aprile 1744    | 26 maggio 1762    | 26 maggio 1762    | 11 ottobre 1770          | 11 ottobre 1770  | Federico Cristiano I             |
|          | Luisa Augusta di Danimarca                                        | Cristiano VII di Danimarca                                  | 7 luglio 1771     | 27 maggio 1786    | 13 novembre 1794  | 14 giugno 1814           | 13 gennaio 1843  | Federico Cristiano II            |
|          | Luisa Sofia di Danneskjold-Samsøe                                 | Cristiano Corrado di Danneskjold-Samsoe                     | 22 settembre 1796 | 18 settembre 1820 | 18 settembre 1820 | 11 marzo 1867            | 11 marzo 1867    | Cristiano Augusto II             |
|          | Adelaide di Hohenlohe-Langenburg                                  | Ernesto I di Hohenlohe-Langenburg                           | 20 luglio 1835    | 11 settembre 1856 | 11 marzo 1869     | 14 gennaio 1880          | 25 gennaio 1900  | Federico VIII                    |
|          | Dorotea di Sassonia-Coburgo e Gotha                               | Filippo di Sassonia-Coburgo-Kohary                          | 30 aprile 1881    | 2 agosto 1898     | 2 agosto 1898     | 22 febbraio 1921         | 21 gennaio 1967  | Ernesto Gunther                  |
|          | Carolina Matilde di Schleswig-Holstein-Sonderburg-Augustenburg    | Federico VIII di Schleswig-Holstein-Sonderburg-Augustenburg | 25 gennaio 1860   | 19 marzo 1885     | 27 aprile 1931    | 20 febbraio 1932         | 20 febbraio 1932 | Federico Ferdinando              |
|          | Maria Melita di Hohenlohe-Langenburg                              | Ernesto II di Hohenlohe-Langenburg                          | 18 gennaio 1899   | 5 febbraio 1916   | 21 gennaio 1934   | 10 febbraio 1965         | 8 novembre 1967  | Guglielmo Federico               |
|          | Maria Alice di Schaumburg-Lippe                                   | Stefano di Schaumburg-Lippe                                 | 2 aprile 1923     | 9 ottobre 1947    | 10 febbraio 1965  | 30 settembre 1980        | -                | Pietro di Schleswig-Holstein     |
|          | Elisabetta di Lippe-Weissenfeld                                   | Alfredo di Lippe-Weissenfeld                                | 28 luglio 1957    | 23 settembre 1981 | 23 settembre 1981 | -                        | -                | Cristoforo di Schleswig-Holstein |

#### Duchessa consorte di Schleswig-Holstein-Sonderburg-Beck, 1647–1825
| Immagine | Nome                                                         | Padre                                                                             | Nascita           | Matrimonio      | Diventò consorte                 | Cessò di essere consorte                           | Morte            | Consorte              |
| -------- | ------------------------------------------------------------ | --------------------------------------------------------------------------------- | ----------------- | --------------- | -------------------------------- | -------------------------------------------------- | ---------------- | --------------------- |
|          | Clara di Oldenburg                                           | Antonio II, conte di Delmenhorst (Oldenburg)                                      | 19 aprile 1606    | 15 gennaio 1645 | 1627 creazione di Beck           | 19 gennaio 1647                                    | 19 gennaio 1647  | Augusto Filippo       |
|          | Sidonia di Oldenburg                                         | Antonio II, conte di Delmenhorst (Oldenburg)                                      | 10 giugno 1611    | giugno 1649     | giugno 1649                      | 1650                                               | 1650             | Augusto Filippo       |
|          | Maria Sibilla di Nassau-Saarbrücken                          | Guglielmo Luigi, conte di Nassau-Saarbrücken (Nassau)                             | 6 ottobre 1628    | 12 aprile 1651  | 12 aprile 1651                   | 6 maggio 1675 morte del marito                     | 9 aprile 1699    | Augusto Filippo       |
|          | Edvige Luisa di Lippe-Alverdissen                            | Filippo I, conte di Schaumburg-Lippe (Lippe)                                      | 6 maggio 1650     | 1676            | 1676                             | 26 settembre 1689 morte del marito                 | 18 March 1731    | Augusto               |
|          | Maria Antonia Isnardi di Castello, contessa di Sanfré        | Francesco Antonio Isnardi di Castello, conte di Sanfré (Isnardi)                  | 1692              | 8 febbraio 1708 | 8 febbraio 1708                  | 16 giugno 1719 morte del marito                    | 17 febbraio 1762 | Federico Guglielmo I  |
|          | Luisa Carlotta di Schleswig-Holstein-Sonderburg-Augustenburg | Ernest Günther, duca di Schleswig-Holstein-Sonderburg-Augustenburg (Augustenburg) | 23 aprile 1658    | 1 gennaio 1685  | 16 giugno 1719 ascesa del marito | 7 marzo 1728 morte del marito                      | 2 maggio 1740    | Federico Luigi        |
|          | Ursula Anna di Dohna-Schlobitten                             | Cristoforo I, burgravio e conte di Dohna-Schlodien (Dohna)                        | 31 dicembre 1700  | 5 novembre 1721 | 7 marzo 1728 ascesa del marito   | 11 novembre 1749 morte del marito                  | 17 marzo 1761    | Federico Guglielmo II |
|          | Contessa Federica di Schlieben                               | Conte Carlo Leopoldo di Schlieben (Schlieben)                                     | 28 febbraio 1757  | 9 marzo 1780    | 9 marzo 1780                     | 25 marzo 1816 morte del marito                     | 17 dicembre 1827 | Federico Carlo        |
|          | Principessa Luisa Carolina d'Assia-Kassel                    | Principe Carlo d'Assia-Kassel (Assia-Kassel)                                      | 28 settembre 1789 | 26 gennaio 1810 | 25 marzo 1816 ascesa del marito  | 6 luglio 1825 il marito diventa duca di Glücksburg | 13 marzo 1867    | Federico Guglielmo    |

##### Duchessa consorte di Schleswig-Holstein-Sonderburg-Glücksburg, 1825–attuale
| Immagine | Nome                                                                       | Padre                                                                                  | Nascita           | Matrimonio        | Diventò consorte                                   | Cessò di essere consorte           | Morte            | Consorte            |
| -------- | -------------------------------------------------------------------------- | -------------------------------------------------------------------------------------- | ----------------- | ----------------- | -------------------------------------------------- | ---------------------------------- | ---------------- | ------------------- |
|          | Principessa Luisa Carolina d'Assia-Kassel                                  | Principe Carlo d'Assia-Kassel (Assia-Kassel)                                           | 28 settembre 1789 | 26 gennaio 1810   | 6 luglio 1825 il marito diventa duca di Glücksburg | 17 febbraio 1831 morte del marito  | 13 marzo 1867    | Federico Guglielmo  |
|          | Principessa Guglielmina Maria di Danimarca                                 | Federico VI di Danimarca (Oldenburg)                                                   | 18 gennaio 1808   | 19 maggio 1838    | 19 maggio 1838                                     | 24 ottobre 1878 morte del marito   | 30 maggio 1891   | Carlo               |
|          | Principessa Adelaide di Schaumburg-Lippe                                   | Giorgio Guglielmo, principe di Schaumburg-Lippe (Lippe)                                | 9 marzo 1821      | 16 ottobre 1841   | 24 ottobre 1878 ascesa del marito                  | 27 novembre 1885 morte del marito  | 30 luglio 1899   | Federico            |
|          | Principessa Carolina Matilde di Schleswig-Holstein-Sonderburg-Augustenburg | Federico VIII, duca di Schleswig-Holstein (Schleswig-Holstein-Sonderburg-Augustenburg) | 25 gennaio 1860   | 19 marzo 1885     | 27 novembre 1885 ascesa del marito                 | 20 febbraio 1932                   | 20 febbraio 1932 | Federico Ferdinando |
|          | Principessa Maria Melita di Hohenlohe-Langenburg                           | Ernesto II, principe di Hohenlohe-Langenburg (Hohenlohe-Langenburg)                    | 18 gennaio 1899   | 5 febbraio 1916   | 21 gennaio 1934 ascesa del marito                  | 10 febbraio 1965 morte del marito  | 8 novembre 1967  | Guglielmo Federico  |
|          | Principessa Maria Alice di Schaumburg-Lippe                                | Principe Stefano di Schaumburg-Lippe (Schaumburg-Lippe)                                | 2 aprile 1923     | 9 ottobre 1947    | 10 febbraio 1965 morte del marito                  | 30 settembre 1980 morte del marito | –                | Pietro              |
|          | Principessa Elisabetta di Lippe-Weissenfeld                                | Alfredo, principe di Lippe-Weissenfeld (Lippe-Weissenfeld)                             | 28 luglio 1957    | 23 settembre 1981 | 23 settembre 1981                                  | Incumbent                          | –                | Cristoforo          |

##### Duchessa consorte di Schleswig-Holstein-Sonderburg-Wiesenburg, 1647–1744
| Immagine | Nome                                  | Padre                                                             | Nascita         | Matrimonio       | Diventò consorte                 | Cessò di essere consorte       | Morte            | Consorte      |
| -------- | ------------------------------------- | ----------------------------------------------------------------- | --------------- | ---------------- | -------------------------------- | ------------------------------ | ---------------- | ------------- |
|          | Caterina di Waldeck-Wildungen         | Cristiano, conte di Waldeck-Wildungen (Waldeck-Wildungen)         | 20 ottobre 1612 | 15 novembre 1643 | 1647 creazione di Wiesenburg     | 24 novembre 1649               | 24 novembre 1649 | Filippo Luigi |
|          | Anna Margherita di Assia-Homburg      | Federico I, langravio d'Assia-Homburg (Assia-Homburg)             | 31 agosto 1629  | 5 maggio 1650    | 5 maggio 1650                    | 3 agosto 1686                  | 3 agosto 1686    | Filippo Luigi |
|          | Maddalena Cristina di Reuss-Obergreiz | Enrico I, conte di Reuss-Obergreiz (Reuss-Obergreiz)              | 3 agosto 1652   | 28 luglio 1688   | 28 luglio 1688                   | 10 marzo 1689 morte del marito | 18 dicembre 1697 | Filippo Luigi |
|          | Maria Elisabetta del Liechtenstein    | Giovanni Adamo Andrea, principe del Liechtenstein (Liechtenstein) | 3 maggio 1683   | 6 marzo 1713     | 7 ottobre 1724 ascesa del marito | 4 March 1744 morte del marito  | 8 maggio 1744    | Leopoldo      |

### Duchessa consorte di Schleswig-Holstein-Sonderburg-Norburg, 1622–1669
| Immagine                                                                       | Nome                           | Padre                                              | Nascita          | Matrimonio       | Diventò consorte | Cessò di essere consorte        | Morte           | Consorte |
| ------------------------------------------------------------------------------ | ------------------------------ | -------------------------------------------------- | ---------------- | ---------------- | ---------------- | ------------------------------- | --------------- | -------- |
|                                                                                | Giuliana di Sassonia-Lauenburg | Francesco II, duca di Sassonia-Lauenburg (Ascania) | 26 dicembre 1589 | 1 agosto 1627    | 1 agosto 1627    | 1 dicembre 1630                 | 1 dicembre 1630 | Federico |
|                                                                                | Eleonora di Anhalt-Zerbst      | Rodolfo, principe di Anhalt-Zerbst (Ascania)       | 10 novembre 1608 | 15 febbraio 1632 | 15 febbraio 1632 | 22 luglio 1658 morte del marito | 2 novembre 1680 | Federico |
| fallimento dello Stato e trasferimento allo Schleswig-Holstein-Sonderburg-Plön |                                |                                                    |                  |                  |                  |                                 |                 |          |

### Duchessa consorte di Schleswig-Holstein-Sonderburg-Glücksburg, 1622–1779
| Immagine | Nome                                                         | Padre | Nascita           | Matrimonio        | Diventò consorte                    | Cessò di essere consorte          | Morte            | Consorte                  |
| -------- | ------------------------------------------------------------ | --- | ----------------- | ----------------- | ----------------------------------- | --------------------------------- | ---------------- | ------------------------- |
|          | Sofia Edvige di Sassonia-Lauenburg                           | Francesco II, duca di Sassonia-Lauenburg (Ascania)                                                                     | 24 maggio 1601    | 23 maggio 1624    | 23 maggio 1624                      | 1 febbraio 1660                   | 1 febbraio 1660  | Filippo                   |
|          | Sibilla Ursula di Brunswick-Wolfenbüttel                     | Augusto il Giovane, duca di Brunswick-Lüneburg (Welf)                                                                  | 4 febbraio 1629   | 13 settembre 1663 | 27 settembre 1663 ascesa del marito | 12 dicembre 1671                  | 12 dicembre 1671 | Cristiano                 |
|          | Agnese Edvige di Schleswig-Holstein-Sonderburg-Plön          | Gioacchino Ernesto, duca di Schleswig-Holstein-Sonderburg-Plön (Schleswig-Holstein-Sonderburg-Plön)                    | 29 settembre 1640 | 10 maggio 1672    | 10 maggio 1672                      | 17 novembre 1698 morte del marito | 20 novembre 1698 | Cristiano                 |
|          | Cristina di Sassonia-Eisenberg                               | Cristiano, duca di Sassonia-Eisenberg (Wettin)                                                                         | 4 marzo 1679      | 15 febbraio 1699  | 15 febbraio 1699                    | 24 maggio 1722                    | 24 maggio 1722   | Filippo Ernesto           |
|          | Caterina Cristina di Ahlefeld                                | Detlev Siegfried von Ahlefeldt                                                                                         | novembre 1687     | 2 settembre 1722  | 2 settembre 1722                    | 8 maggio 1726                     | 8 maggio 1726    | Filippo Ernesto           |
|          | Carlotta Maria di Schleswig-Holstein-Sonderburg-Augustenburg | Principe Federico Guglielmo di Schleswig-Holstein-Sonderburg-Augustenburg (Schleswig-Holstein-Sonderburg-Augustenburg) | 5 settembre 1697  | 17 ottobre 1726   | 17 ottobre 1726                     | 12 novembre 1729 morte del marito | 30 aprile 1760   | Filippo Ernesto           |
|          | Augusta di Lippe-Detmold                                     | Simone Enrico Adolfo, conte di Lippe-Detmold (Lippe-Detmold)                                                           | 26 marzo 1725     | 19 giugno 1745    | 19 giugno 1745                      | 10 novembre 1766 morte del marito | 5 agosto 1777    | Federico                  |
|          | Anna Carolina di Nassau-Saarbrücken                          | Guglielmo Enrico, principe di Nassau-Saarbrücken (Nassau-Weilburg)                                                     | 31 dicembre 1751  | 9 agosto 1769     | 9 agosto 1769                       | 13 marzo 1779 morte del marito    | 12 aprile 1824   | Federico Enrico Guglielmo |

### Duchessa consorte di Schleswig-Holstein-Sonderburg-Plön, 1622–1766
| Immagine | Nome                                                    | Padre                                                                  | Nascita          | Matrimonio       | Diventò consorte | Cessò di essere consorte         | Morte           | Consorte            |
| -------- | ------------------------------------------------------- | ---------------------------------------------------------------------- | ---------------- | ---------------- | ---------------- | -------------------------------- | --------------- | ------------------- |
|          | Dorotea Augusta di Holstein-Gottorp                     | Giovanni Adolfo, duca di Holstein-Gottorp (Schleswig-Holstein-Gottorp) | 12 maggio 1602   | 12 maggio 1633   | 12 maggio 1633   | 5 ottobre 1671 morte del marito  | 13 marzo 1682   | Gioacchino Ernesto  |
|          | Dorotea di Brunswick-Wolfenbüttel                       | Rodolfo Augusto, duca di Brunswick-Lüneburg (Welf)                     | 17 gennaio 1653  | 2 aprile 1673    | 2 aprile 1673    | 2 luglio 1704 morte del marito   | 21 marzo 1722   | Giovanni Adolfo     |
|          | Maddalena Giuliana del Palatinato-Birkenfeld-Gelnhausen | Giovanni Carlo, conte palatino di Birkenfeld-Gelnhausen (Wittelsbach)  | 28 febbraio 1686 | 26 novembre 1704 | 26 novembre 1704 | 5 novembre 1720                  | 5 novembre 1720 | Gioacchino Federico |
|          | Giuliana Luisa della Frisia orientale                   | Cristiano Eberardo, principe della Frisia orientale (Cirksena)         | 13 giugno 1698   | 17 febbraio 1721 | 17 febbraio 1721 | 28 maggio 1722 morte del marito  | 6 febbraio 1740 | Gioacchino Federico |
|          | Cristina Irmingarda Reventlow                           | Christian Detlev Reventlow (Reventlow)                                 | 2 maggio 1711    | 18 luglio 1730   | 18 luglio 1730   | 18 ottobre 1761 morte del marito | 6 ottobre 1779  | Federico Carlo      |

#### Duchessa consorte di Schleswig-Holstein-Sonderburg-Plön-Rethwisch, 1671–1729
| Immagine                                                 | Nome                         | Padre                                                                  | Nascita         | Matrimonio      | Diventò consorte | Cessò di essere consorte           | Morte            | Consorte                    |
| -------------------------------------------------------- | ---------------------------- | ---------------------------------------------------------------------- | --------------- | --------------- | ---------------- | ---------------------------------- | ---------------- | --------------------------- |
|                                                          | Isabella di Merode-Westerloo | Ferdinando Filippo di Merode, marchese di Westerloo (Merode-Westerloo) | 1649            | 21 gennaio 1677 | 21 gennaio 1677  | 17 settembre 1699 morte del marito | 7 gennaio 1701   | Gioacchino Ernesto II       |
|                                                          | Maria Celestina di Merode    | Claudio Francesco di Merode-Houffalize (Merode)                        | 3 febbraio 1679 | 1703            | 1703             | 1713 divorzio                      | 24 novembre 1725 | Giovanni Ernesto Ferdinando |
| Incorporato in Plön il 21 maggio 1729 dopo l'estinzione. |                              |                                                                        |                 |                 |                  |                                    |                  |                             |

#### Duchessa consorte di Schleswig-Holstein-Sonderburg-Norburg, 1679–1729
| Seconda Creazione                     |                                                         |                                                                       |                  |                  |                                |                                    |                 |                     |
| Immagine                              | Nome                                                    | Padre                                                                 | Nascita          | Matrimonio       | Diventò consorte               | Cessò di essere consorte           | Morte           | Consorte            |
|                                       | Elisabetta Carlotta di Anhalt-Harzgerode                | Federico, principe di Anhalt-Harzgerode (Ascania)                     | 11 febbraio 1647 | 6 ottobre 1666   | 1679 il marito eredita Norburg | 17 settembre 1699 morte del marito | 2 gennaio 1723  | Augusto             |
|                                       | Maddalena Giuliana del Palatinato-Birkenfeld-Gelnhausen | Giovanni Carlo, conte palatino di Birkenfeld-Gelnhausen (Wittelsbach) | 28 febbraio 1686 | 26 novembre 1704 | 26 novembre 1704               | 5 novembre 1720                    | 5 novembre 1720 | Gioacchino Federico |
|                                       | Giuliana Luisa della Frisia orientale                   | Cristiano Eberardo, principe della Frisia orientale (Cirksena)        | 13 giugno 1698   | 17 febbraio 1721 | 17 febbraio 1721               | 28 maggio 1722 morte del marito    | 6 febbraio 1740 | Gioacchino Federico |
| Incorporato in Plön il 21 maggio 1729 |                                                         |                                                                       |                  |                  |                                |                                    |                 |                     |